# Lonicera semenovii
Lonicera semenovii är en kaprifolväxtart som beskrevs av Eduard August von Regel. Lonicera semenovii ingår i släktet tryar, och familjen kaprifolväxter. Inga underarter finns listade i Catalogue of Life.